# Proclamación de la República Catalana de 2017
La proclamación de la República Catalana, también denominada República de Cataluña o República Independiente de Cataluña, hace referencia a la declaración unilateral de independencia proclamada por los partidos nacionalistas catalanes con respecto al resto de España, aprobada por mayoría del Parlamento de Cataluña el 27 de octubre de 2017, suspendida de manera inmediata por el propio presidente de la Generalidad de Cataluña 8 segundos después,y posteriormente por el Tribunal Constitucional el 31 de octubre y anulada el 8 de noviembre del mismo año.
La proclamación fue aprobada por el Parlamento autonómico de Cataluña con la finalidad de llevar a efecto los resultados del referéndum por la independencia celebrado el 1 de octubre y establecer un Estado propio. Dicho referéndum por la independencia, en el que según autoridades secesionistas triunfó la opción independentista, no cumplió ninguna garantía mínima ni los estándares legales aceptados internacionalmente, y fue ilegal e inefectivo según el propio Estatuto de Autonomía de Cataluña. Si bien la declaración de independencia fue votada y aprobada en el Parlamento catalán, hay dudas sobre la validez y el significado de dicha votación, al seguir la línea de la de independencia del día 10 anterior, y que fue suspendida por el presidente de la Generalidad de Cataluña.
El Tribunal Constitucional suspendió  el  referéndum al ir en contra de la Constitución española, la cual no permite secesiones de su territorio sin una reforma previa agravada de la misma, y en cuyo caso su discusión competería a toda la ciudadanía española en su conjunto bajo una consulta legal aprobada anteriormente por los estamentos.
En la votación diversos grupos políticos decidieron no ser partícipes debido a su carácter inconstitucional y por violar claramente la ley, pudiendo ser incluso constitutivo de un delito de rebelión tipificado en el Código Penal, y fue considerada legítima por parte de los partidos en favor de la independencia o contrarios al Gobierno de España.
Debido a los hechos acontecidos y en favor del cumplimiento de las leyes que rigen cada país no fue reconocida por ninguno de los Estados de la Organización de las Naciones Unidas, ni de la Unión Europea.

## Antecedentes
El 9 de noviembre de 2014, el gobierno catalán presidido por Artur Mas organizó una consulta popular no autorizada por el gobierno central en la que participaron 2 305 290 personas,[cita requerida] algo más del 33 % del censo electoral catalán. La consulta contenía dos preguntas: "¿Quiere que Cataluña sea un Estado?" y, en caso afirmativo, "¿Quiere que este Estado sea independiente?" El resultado fue del 80,76 % (1 861 753) de votos a favor de un Estado catalán independiente, el 10,07 % (232 182) a favor de un Estado catalán pero no independiente de España, el 4,54 % (104 772) de votos en contra de cualquiera de estas dos fórmulas, y el 0,56 % (12 986) votos en blanco.
La consulta conllevó a un dictamen de la jueza Mercedes Armas del Tribunal Constitucional a impedir los actos relacionados con la misma y por diligencia judicial, de la que dependen los cuerpos de seguridad del Estado, a la movilización de unidades de la Guardia Civil y de la Policía Nacional para apoyar a los Mozos de Escuadra, auto secundado por el gobierno central y diferentes partidos políticos en favor de la defensa de la ley. Según los resultados facilitados por la Generalidad, el 6 de octubre, el número de votantes fue de 2 286 217, el 43 % del censo total catalán, de los que el 90,18 % (2 044 038) fueron favorables a la independencia de Cataluña. Sin embargo dichos resultados fueron ampliamente cuestionados tanto por las irregularidades detectadas durante el proceso, como por la falta de coherencia entre los resultados provisionales dados el día de la votación y los resultados definitivos publicados cinco días más tarde, así como por la falta de ratificación por un órgano independiente.
El 10 de octubre, más de una semana después en contra del plazo de dos días que establecía su propia ley, el presidente de la Generalidad Carles Puigdemont compareció en el parlamento catalán promulgando en su discurso una declaración de independencia suspendida a expensas de proclamarla unilateral si no se producía un diálogo con el gobierno de España en favor de la misma. El sábado 21 de octubre y tras negarse Puigdemont a cumplir los dos requerimientos del Estado a pronunciarse claramente sobre dichas intenciones de declaración independentista y restablecer la legalidad constitucional en dicha comunidad autónoma, el presidente del Gobierno, Mariano Rajoy, propuso al Senado como ente competente la aplicación del artículo 155 de la Constitución Española, que desembocaría en el cese del equipo de gobierno de la Generalidad.

## La proclamación de la República Catalana

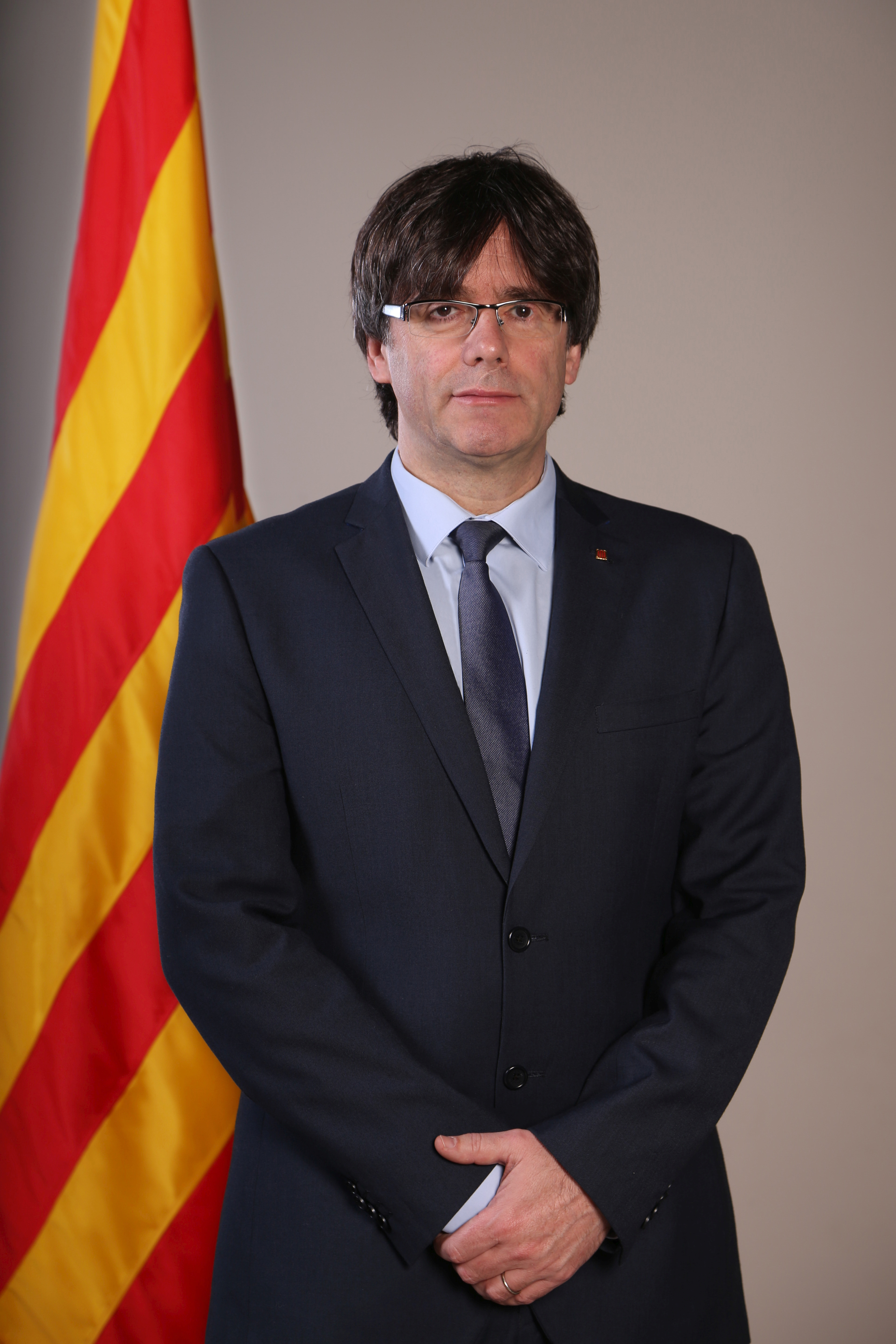
Carles Puigdemont, presidente de la Generalidad de Cataluña entre 2016 y 2017

Los días 26 y 27 de octubre de 2017, se celebró un debate sobre una posible declaración de independencia en el Parlamento de Cataluña, simultáneamente al Senado español que debatía sobre la invocación del artículo que impone un gobierno directo en Cataluña. Al final del debate, el parlamento catalán votó la parte dispositiva de una propuesta de declaración unilateral de independencia, con el resultado de 70 votos a favor, 10 votos en contra y 2 votos en blanco. Los 53 diputados de Ciudadanos, el Partido Socialista de Cataluña y el Partido Popular se ausentaron de la votación por no estar de acuerdo con ella. Esto fue presentado como la proclamación de una república. Sin embargo, la falta de votación de la declaración completa, así como su no publicación en el Diario Oficial de Cataluña, crean dudas sobre si realmente se produjo una aprobación de la independencia de Cataluña por parte del Parlamento catalán.
Paralelamente, el presidente del gobierno Mariano Rajoy discutía las medidas a aplicar para "devolver a la autonomía de Cataluña a vías de la legalidad", y el mismo día 27, tras un proceso necesario de varios días, obtuvo el respaldo del Senado español a la invocación del artículo 155, por el que disolvió el Parlamento de Cataluña, desestimó el Consejo Ejecutivo de Cataluña y convocó elecciones regionales para el 21 de diciembre de 2017. Poco después del anuncio de Rajoy, el director de los Mozos de Escuadra, Pere Soler Campins, envió una carta de despedida en la que reconocía su destitución por parte del gobierno español.
El 31 de octubre de 2017, el Tribunal Constitucional suspendió la declaración unilateral de independencia como consecuencia del incidente de ejecución de sentencia que presentó el Gobierno de España, estimando los incumplimientos de la nulidad de la Ley del referéndum de autodeterminación de Cataluña y la suspensión de la Ley de transitoriedad jurídica y fundacional de la República Catalana.

## Consecuencias

### Aplicación del artículo 155: la intervención de la autonomía de Cataluña
Tras el referéndum del proceso soberanista y paralelamente al mismo, el Gobierno de España inició el proceso de activación del artículo 155 de la Constitución, a expensas de la decisión del Senado español, que permite al gobierno aplicar las medidas necesarias para asegurar el cumplimiento de las medidas constitucionales en la Comunidad Autónoma.
La efectividad del artículo se produjo el mismo día 27, fecha en que el presidente del Gobierno, Mariano Rajoy, disolvió el Parlamento de Cataluña, destituyó al Consejo Ejecutivo de Cataluña y convocó elecciones autonómicas para el 21 de diciembre de 2017.
En respuesta a los actos sucedidos en el parlamento catalán la Fiscalía del Tribunal Supremo y la Audiencia Nacional, según la Ley Orgánica del Poder Judicial, elevaron a instancia una querella contra el Gobierno catalán y su mesa parlamentaria por delitos de rebelión, malversación, sedición, y la usurpación de funciones de Carles Puigdemont al no acatar las decisiones adoptadas por el Gobierno de España y que podrían llevar a su ingreso en prisión.

### Elecciones al Parlamento
El día 21 de diciembre se realizaron las Elecciones al Parlamento de Cataluña de 2017 con una altísima participación de la ciudadanía.

## Reacciones al proceso

España (sin Cataluña)
Cataluña
Estados que han reconocido oficialmente la independencia de la República Catalana (0)
Estados que han rechazado reconocer la independencia de la República Catalana
Estados que no han expresado su posición sobre la República Catalana, o posición poco clara

Desde el momento de la discutida proclamación, la llamada República Catalana no posee el reconocimiento de ninguna nación soberana.
A fecha de 29 de octubre de 2017, Alemania, Andorra, Argentina, Australia, Austria, Azerbaiyán, Bélgica, Bolivia, Botsuana, Brasil, Bulgaria, Canadá, Catar, Chile, China y Taiwán, Chipre, Colombia, Costa Rica, Croacia, Dinamarca, Ecuador, Eslovaquia, Eslovenia, Estados Unidos, Estonia, Finlandia, Francia, Georgia, Grecia, Guatemala, Honduras, Hungría, India, Indonesia, Irak, Irlanda, Israel y Palestina, Italia, Jamaica, Japón, Jordania, Kazajistán, Letonia, Lituania, Malasia, Malta, Marruecos, México, Moldavia, Noruega, Países Bajos, Panamá, Paraguay, Perú, Polonia, Portugal, Reino Unido, República Checa, República Dominicana, Rumania, Rusia, Serbia, Sri Lanka, Suecia, Suiza, Turquía, Ucrania, Uruguay o Vietnam, incluyendo organizaciones internacionales como la UE, la OTAN y la ONU, han emitido declaraciones que no reconocen dicha proclamación como legítima y, por tanto, rechazan su independencia y apoyan la integridad territorial de España.
En contrapartida, algunos diputados y autoridades locales de varios países han expresado de manera personal su interés en el reconocimiento, caso de los Gobiernos de Escocia y Gales, las cancillerías de Abjasia, Osetia del Sur y Artsaj (territorios parcialmente reconocidos), el Ministro-Presidente de Flandes, Geert Bourgeois, más de 100 alcaldes y administradores locales de Cerdeña, el presidente de la Asamblea de Córcega, Jean-Guy Talamoni; de manera simbólica, el primer ministro de Quebec, Philippe Couillard, y un diputado del Partido del Centro de Finlandia. El presidente de Venezuela, Nicolás Maduro, también ha expresado apoyo al proceso independentista.
El Consejo General del Valle de Arán en el noroeste de Cataluña celebró una reunión extraordinaria el 30 de octubre para evaluar las consecuencias de la situación política en la Comunidad, al ser desde 2015 una región dentro de la misma con derechos de autodeterminación.

### La Unión Europea
Como región de España, la comunidad autónoma de Cataluña también forma parte de la Unión Europea, la eurozona y el espacio de Schengen. Antes de la declaración, se debatía si una Cataluña independiente retendría la membresía en la UE y los acuerdos internacionales asociados, o si, después de la independencia, se encontraría fuera de estos acuerdos. La secesión de parte de una nación miembro no se aborda específicamente en los tratados de la UE, aunque se han ofrecido opiniones legales tanto en el caso de Cataluña como durante el debate sobre el referéndum de independencia escocés de 2014. La "doctrina Prodi", seguida por la Comisión Europea, declara que una región de un estado miembro que se separe del mismo cesaría automáticamente su pertenencia en la UE, y tendría que solicitar la membresía como nación externa.
El presidente del Consejo Europeo, Donald Tusk, afirmó que la declaración de independencia "no cambió nada" para la Unión Europea, y que esta seguirá tratando con el gobierno español como único interlocutor, al tiempo que instó a España a usar "la fuerza del argumento, no el argumento de la fuerza".